# La Ronge (Saskatchewan)
La Ronge je obec s 2 725 obyvateli, rozkládající se v severním Saskatchewanu v Kanadě, 250 km severně od města Prince Albert. Navíc asi 2,000 lidí žije v indiánské rezervaci Lac La Ronge First Nation hraničící s městečkem, a dalších 1 000 lidí bydlí v sousední obci Air Ronge. Je to největší lidské sídliště v severním Saskatchewanu.
Město leží na západním břehu Lac la Ronge a přiléhá k provinčnímu parku Lac La Ronge Provincial Park. Také se nachází na okraji Kanadského štítu. Dálnice
Saskatchewan Highway 2 se tu stává silnicí nižší třídy Highway 102.

## Dějiny
Původ pojmenování města je diskutabilní. Jedna teorie navrhuje vysvětlení, že název je odvozen od francouzského slova „ronger“, které znamená „hryzat“. Jméno prý bylo dáno jezeru lovci kožešin, kteří v okolí La Ronge objevili stopy po ohryzávání stromů bobry.
V roce 1770 založil dřívější průzkumník Etienne Waden první bělošské osídlení na Lac la Ronge, nepříliš daleko od městiště současného La Ronge. Počátky La Ronge jsou kladeny do r. 1904, kdy zde zahájila činnost obchodní stanice a stala se místem setkávání. Mnozí z indiánských kmenů Dené, Krí a bílých lovců využívali La Ronge jako svůj centrální zásobovací bod. Ale s postupným úpadkem lovu a kožešinového trhu se La Ronge diverzifikovalo do jiných odvětví.
Při protažení dálnice Saskatchewan Highway 2 z města Prince Albert v roce 1947, se La Ronge stalo hlavní turistickou a hlavně rybářskou oblastí. Dálnice mezi městečkem a městem Prince Albert dále rozšířila město v 70. letech, poté, co byl zpevněn její povrch.
Začátkem 50. a 60. let 20. století začala být zkoumána a využívána nerostná ložiska v okolí La Ronge.
V roce 1976 změnilo La Ronge svůj obecní statut z vesnice na městečko.
S přístupem ke všem místům na sever, východ i západ a s výborným dopravním spojením na jih je La Ronge také významným severním uzlem saskatchewanské provinční vlády.
Několik těžebních společností, vládních agentur a aerolinek si nyní drží kanceláře v La Ronge a místní Obchodní komora má mezi svými členy mnohé maloobchodníky a provozovatele služeb.
La Ronge je obklopeno několika indiánskými rezervacemi, z nichž Northern Village of Air Ronge se nachází právě kousek na jih od města po dálnici.
V roce 2009 byl v La Ronge zvolen starostou jednadvacetiletý radní Thomas Sierzycki. La Ronge se tak stalo známým coby městečko s jedním z nejmladších starostů v Kanadě. Obec je také domovským městem klubu La Ronge Ice Wolves juniorského hokejového "A" týmu a hokejové soutěže La Ronge Crushers hockey league.

## Demografie
Na základě sčítání lidu z roku 2006 žilo v obci 2725 obyvatel a oproti předcházejícímu sčítání z roku 2001 tak došlo k úbytku obyvatelstva o 0,1 %. Vzhledem k rozloze 11,86 km2 je hustota zalidnění 229,8 obyvatel/km2. Medián délky života obyvatel La Ronge je 28,9 let, přičemž u mužů se jedná o 28,1 let a u žen o 29,5 let. V obci se nachází 1318 domů a medián příjmu domácnosti je 56 118 kanadských dolarů.
Přestože podle sčítání z roku 2006 je počet obyvatel něco přes 2 700, saskatchewanská vláda uvádí daleko vyšší populaci, společně se saskatchewanským turistickým Saskatchewan Discovery Guide 2010 hlásí počet obyvatel samotného městečka 5 057, což jej opravňuje zažádat o městský statut. Přesto, poněvadž Průvodce nemá k dispozici separátní sčítání pro Air Ronge, je nejasné, zda tento počet obyvatel nemůže zahrnovat i tuto obec.

## Podnebí
La Ronge má subarktické klima, pro něž jsou typické dlouhé, suché a chladné zimy a krátká, teplá a vlhká léta (podle Köppenovy klasifikace podnebí se jedná o typ Dfc). Srážky jsou v oblasti nízké, průměrný roční úhrn srážek se pohybuje kolem 484 mm.
| Klimatická data pro La Ronge | Klimatická data pro La Ronge | Klimatická data pro La Ronge | Klimatická data pro La Ronge | Klimatická data pro La Ronge | Klimatická data pro La Ronge | Klimatická data pro La Ronge | Klimatická data pro La Ronge | Klimatická data pro La Ronge | Klimatická data pro La Ronge | Klimatická data pro La Ronge | Klimatická data pro La Ronge | Klimatická data pro La Ronge | Klimatická data pro La Ronge |
| Měsíc                        | Led                          | Únor                         | Břez                         | Dub                          | Kvě                          | Čer                          | Čvc                          | Srp                          | Září                         | Říj                          | List                         | Pros                         | roční                        |
| ---------------------------- | ---------------------------- | ---------------------------- | ---------------------------- | ---------------------------- | ---------------------------- | ---------------------------- | ---------------------------- | ---------------------------- | ---------------------------- | ---------------------------- | ---------------------------- | ---------------------------- | ---------------------------- |
| Rekordně nejvyšší °C ()      | 12.5                         | 14                           | 15.4                         | 28                           | 32.3                         | 36.1                         | 35.5                         | 36.1                         | 34.4                         | 27.4                         | 18                           | 9                            | 36,1                         |
| Průměrné nejvyšší °C (°F)    | -14.9                        | -9.6                         | -1.8                         | 7.8                          | 15.3                         | 20.5                         | 23                           | 21.7                         | 14.7                         | 7.1                          | -4.4                         | -12.7                        | 5,6                          |
| Denní průměr °C (°F)         | -20.4                        | −15.9                        | -8.6                         | 1.4                          | 8.8                          | 14.5                         | 17.2                         | 15.7                         | 9.4                          | 2.6                          | -8.5                         | -17.7                        | -0,1                         |
| Průměrné nejnižší °C (°F)    | -25.8                        | -22.1                        | -15.4                        | -5.1                         | 2.2                          | 8.4                          | 11.3                         | 9.6                          | 4                            | -2                           | -12.6                        | -22.6                        | -5,8                         |
| Rekordně nejnižší °C (°F)    | -48.3                        | -45.6                        | -41.8                        | -30.5                        | -10.9                        | -3.3                         | 1.1                          | -3.4                         | -7.8                         | -20.9                        | -37.6                        | -44.3                        | -48,3                        |
| Srážky mm                    | 18                           | 14.6                         | 19.7                         | 32.3                         | 42.2                         | 70.2                         | 83.3                         | 62.3                         | 55.4                         | 36.9                         | 27.6                         | 21.3                         | 483,8                        |
| Zdroj: Environment Canada    |                              |                              |                              |                              |                              |                              |                              |                              |                              |                              |                              |                              |                              |

## Vzdělávání
V La Ronge a Air Ronge se nacházejí 2 střední a 3 základní školy. Střední školy zahrnují Churchill Composite High School a Senator Myles Venne High Schooll. Základní školy v La Ronge a Air Ronge zahrnují Pre-cam Community School, Gordon Denny Community School a Bells Point Elementary School.